# Джамалдаев, Салавди Мохмад-Эминович
Сала́вди Мохмад-Эми́нович Джамалда́ев (род. 15 декабря 1998 года, Грозный, ЧРИ) —  российский боец смешанных боевых искусств чеченского происхождения, представляющий ОАЭ. Выступает на профессиональном уровне, начиная с 2018 года, в легчайшей весовой категории. Мастер спорта России по спортивной борьбе.

## Биография
Салавди Джамалдаев родился 15 декабря 1998 года, в городе Грозный, ЧРИ. По национальности чеченец.

### Любительская карьера
Во время учёбы в школе начал заниматься борьбой, успешно выступал на республиканских соревнованиях.
По определённым стечениям обстоятельств оказался на тренировке секции по ММА и проявил к этому интерес. Начал тренироваться в Бойцовском клубе "Беркут" под руководством Магомеда Хамзаева.
Становился чемпионом СКФО по панкратиону и боевому самбо, является обладателем Кубка России по панкратиону.

### Профессиональная карьера
Дебютировал в смешанных единоборствах на профессиональном уровне в августе 2018 года, победив своего соперника удушающим приёмом (треугольник) в первом же раунде. Начал бойцовскую карьеру в Грозном, в местном промоушене Professional League Pankration.

## Титулы и достижения

### Панкратион
- Российская Федерация Панкратиона
  - Обладатель Кубка России по панкратиону
  - Чемпион СКФО по панкратиону

### Самбо
- Федерация боевого самбо России
  - Чемпион Всероссийского турнира по боевому самбо
  - Чемпион СКФО по боевому самбо

## Статистика ММА
| Боёв 10  | Побед 10 | Поражений |
| -------- | -------- | --------- |
| Нокаутом | 4        | 0         |
| Сдачей   | 4        | 0         |
| Решением | 2        | 0         |

| Результат | Рекорд | Соперник             | Способ                                            | Турнир                                 | Дата            | Раунд | Время | Место                  | Примечание |
| --------- | ------ | -------------------- | ------------------------------------------------- | -------------------------------------- | --------------- | ----- | ----- | ---------------------- | ---------- |
| Победа    | 10-0   | Медет Нуртулла       | Технический нокаут (удары)                        | ACA YE 47 ACA Young Eagles 47          | 28 мая 2024     | 1     | 3:51  | Грозный, Россия        |            |
| Победа    | 9-0    | Чынтемир Урматбек    | Раздельное решение                                | ACA YE 34 ACA Young Eagles 34          | 14 марта 2023   | 3     | 5:00  | Толстой-Юрт, Россия    |            |
| Победа    | 8-0    | Гаджимурад Гасанов   | Удушающий приём (треугольник)                     | ACA YE 26 ACA Young Eagles 26          | 31 марта 2022   | 1     | 2:17  | Толстой-Юрт, Россия    |            |
| Победа    | 7-0    | Эльдар Мунапов       | Единоглассное решение                             | ACA YE 18 - ACA Young Eagles           | 12 апреля 2021  | 3     | 5:00  | Толстой-Юрт, Россия    |            |
| Победа    | 6-0    | Давид Кисиев         | Технический нокаут (Остановка боя угловыми бойца) | ACA YE 16 - ACA Young Eagles           | 30 января 2021  | 2     | 5:00  | Толстой-Юрт, Россия    |            |
| Победа    | 5-0    | Алим Каров           | Болевой приём (канарейка)                         | ACA YE 13 - ACA Young Eagles           | 17 октября 2020 | 1     | 0:45  | Толстой-Юрт, Россия    |            |
| Победа    | 4-0    | Хикматилло Абдуллаев | Технический нокаут (удары)                        | BYE 10 - Berkut Young Eagles           | 20 октября 2019 | 1     | 2:20  | Ростов-на-Дону, Россия |            |
| Победа    | 3-0    | Зелимхан Хатуев      | Технический нокаут (удары)                        | RFC14: Bashlam Battle                  | 23 января 2019  | 2     | 3:55  | Урус-Мартан, Россия    |            |
| Победа    | 2-0    | Магомед Убаев        | Удушающий приём                                   | RFC11: Bashlam Battle                  | 12 августа 2018 | 1     | 0:55  | Урус-Мартан, Россия    |            |
| Победа    | 1-0    | Магомед Хамзатов     | Удушающий приём (треугольник)                     | PLP 1 - Professional League Pankration | 4 августа 2018  | 1     | 1:32  | Грозный, Россия        |            |

## Социальные сети
- Официальная страница в Instagram: salavdi
- Официальный канал на YouTube: salavdi